# Symphysodon aequifasciatus
Symphysodon aequifasciatus je slatkovodni bentopelagijski ciklid iz bazena Amazone koji naraste maksimalno do 13.7 centimetara. Skriva se u pukotinama stijena i među korijenima, i hrani vodenim kukcima i njihovim ličinkama, kao i malenim planktonskim beskralježnjacima. Tijekom sezone parenja je teritorijalna.
U akvarijima, koji mora imati najmanje 120 cm, drži se u skupinama od pet ili više ribica.
U Brazilu gdje je ova riba domaća, poznata je kao Acará disco, a lokalnom stanovništvu služi za hranu.